# フレキソ

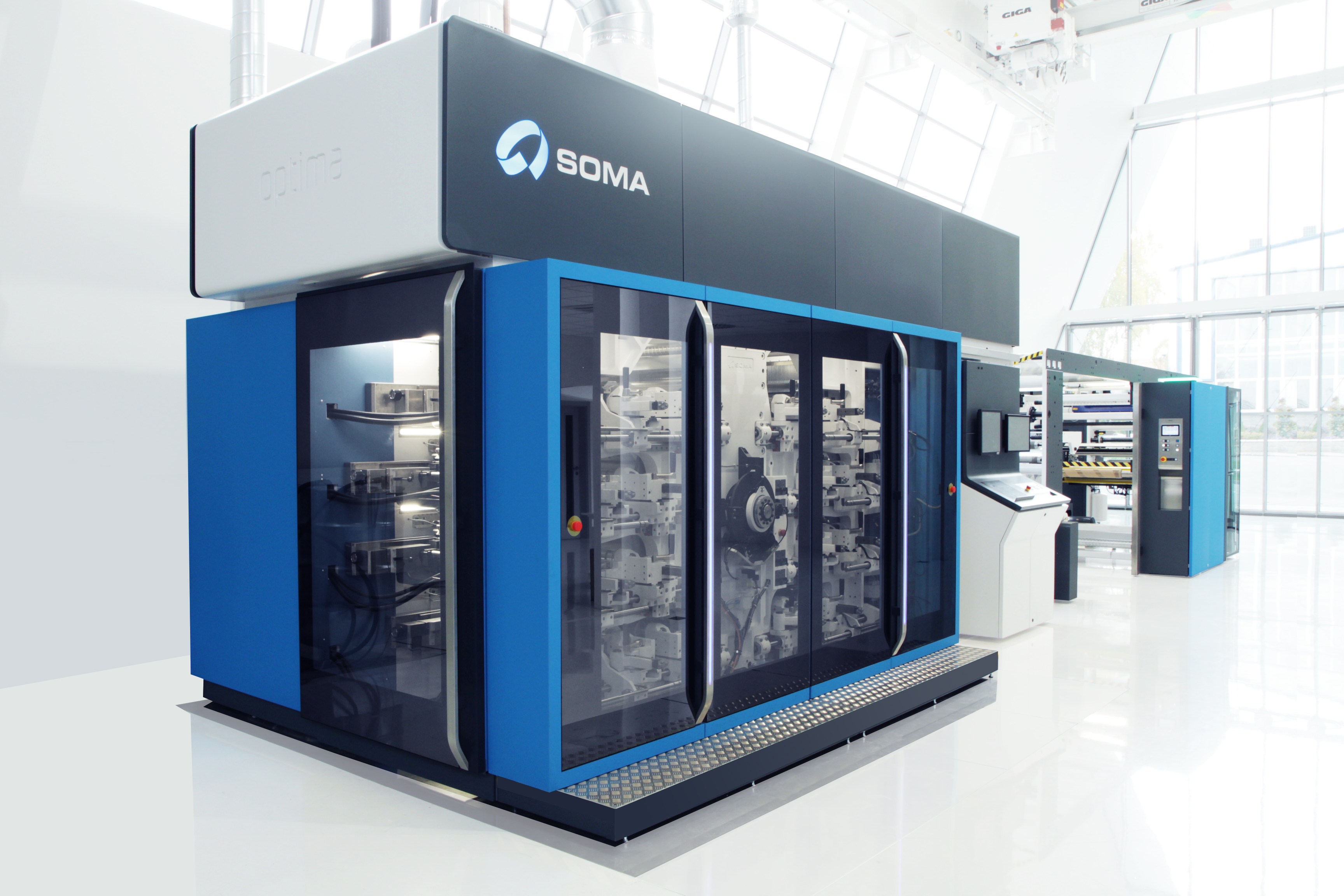
SomaOPTIMAフレキソ印刷機

フレキソ印刷（フレキソいんさつ、Flexography）とは、凸版印刷方式の一種。版の素材にゴムや合成樹脂を使用し、液状インキ（顔料インキやUVインキ）を用いる印刷方式

。ダンボールやフィルム、布などの表面印刷に利用される。最近は、レーザー彫刻と印刷技術の向上により高精度の印刷が可能になり、新たな需要拡大が見られる。

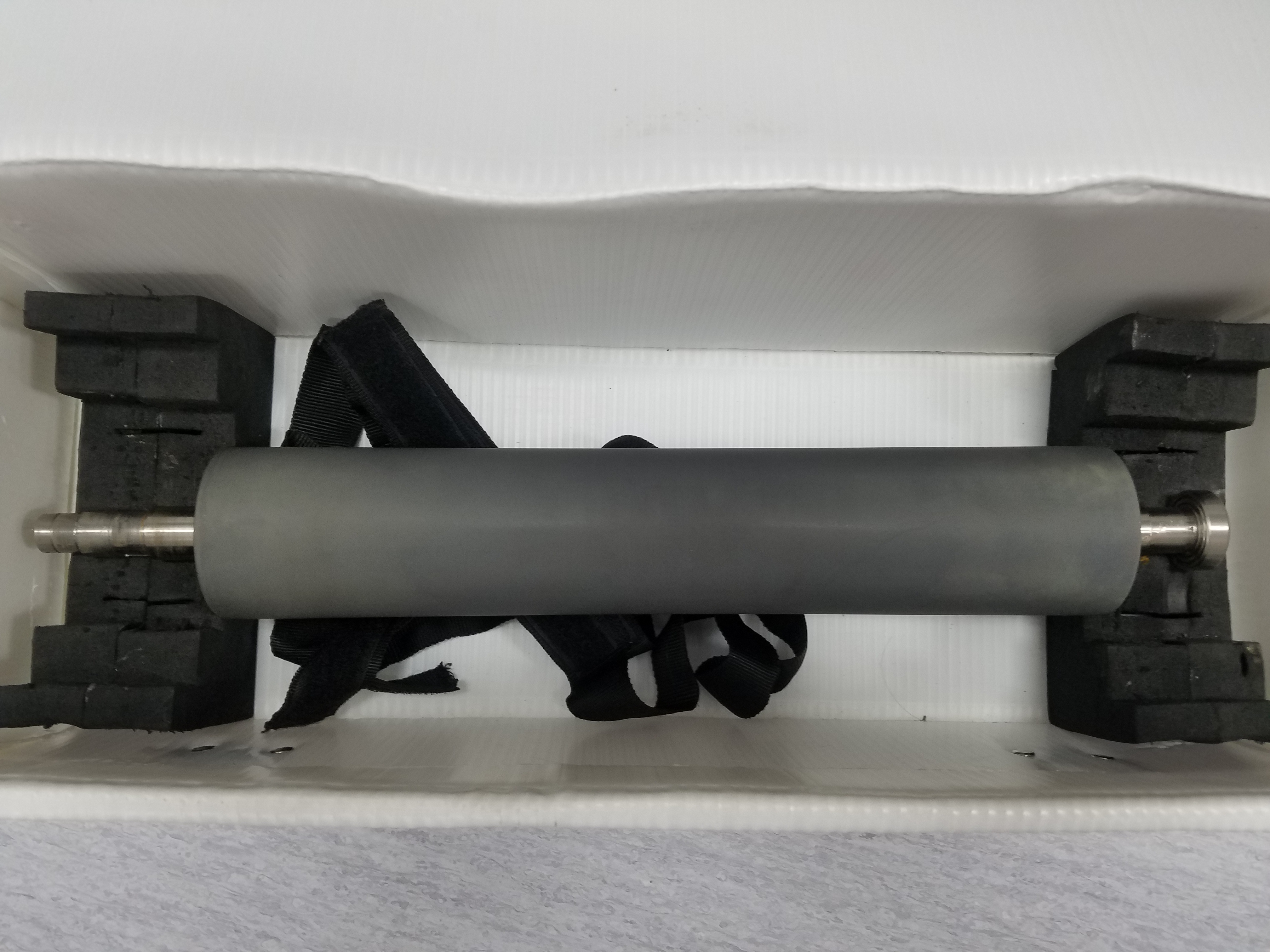
アニロックスローラー

フレキソ印刷の原理

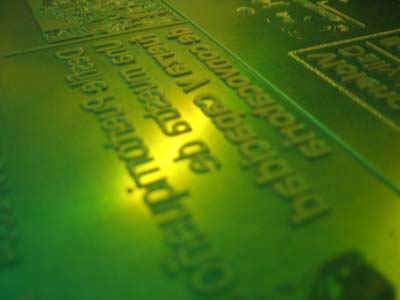
フレキソ印刷版レリーフ（クローズアップショット）

フレキソ印刷には水性インキが最適と言われている。環境問題にとりくんでいるヨーロッパでは、このことから環境にやさしい印刷方式としてフレキソ印刷ののびがめざましい。日本で印刷における環境問題は、まだまだの感があり、フレキソ印刷は一つの解となりうる。

## 特長
- 長所 - 1色1色にベタっと印刷でき、つやがある。
- 短所 - 見当が合わないのでアミの掛け合わせは難しい。